# Lucius Pinarius Scarpus
Pour les articles homonymes, voir Lucius Pinarius.
Lucius Pinarius Scarpus est un magistrat romain de la fin du Ier siècle avant notre ère, de la vieille famille patricienne des Pinarii. Il reste un personnage mal connu.
Il est le petit neveu de Jules César ainsi que le petit-fils de Julia Caesaris Maior, la sœur aînée de César. Héritier pour un huitième des biens de Jules César, il cède sa part à son cousin Octave pour le soutenir dans ses entreprises,. Par la suite, lorsqu'il est proconsul de Cyrénaïque, il fait partie des partisans de Marc Antoine. En 31 av. J.-C., ses quatre légions se rallient à Octave après la défaite de Marc Antoine à Actium, et il passe dans le camp d'Octave à son tour.
Un aureus de 7,10 grammes émis dans un atelier monétaire secondaire en Cyrénaïque, dont un unique exemplaire a été retrouvé près de la colonie romaine de Narbonne, indique ce ralliement par ses légendes :
- avers : une main ouverte encadrée par IMP CAESARI (à César imperator) et SCARPVS IMP
- revers : une Victoire debout sur un globe tenant une palme et une couronne, encadrée par DIVI F et AVG PONT

L'expression CAESARI DIVI F(ilio) nomme Octave, qui se faisait appeler « Fils du divin César », c'est-à-dire fils de Jules César divinisé.